# Демезон, Пётр Иванович
Пётр Иванович Демезон (фр. Jean-Jacques Pierre Desmaisons; 25.04.1806, Шамбери, Франция — 06.09.1873, Экс-ле-Бен, Франция) — русский филолог-ориенталист, исследователь Средней Азии, барон (с 1857 года).

## Биография
Отец Петра Демезона, доктор медицины, происходил из Сардинского королевства (часть современной Италии). Русское подданство Петр Демезон принял в 1843 году..
Пётр поступил в Императорский Казанский университет, изучал восточные языки в Санкт-Петербурге под руководствои востоковеда Г. М. Влангали. В 1829—1831 годах служил в Казанском университете, с 1830 года кандидат восточной словесности. В феврале 1831 года направлен в Оренбург, где работал старшим учителем восточных языков в Неплюевском военном училище и переводчиком в Оренбургской пограничной комиссии. В 1833—1834 годах, по поручению военного губернатора Оренбурга В. А. Перовского, переодевшись в костюм татарского муллы, и назвавшись Джафаром, посетил Бухару и не был узнан. Во время этого путешествия Демезон занимался исследовательской работой, собрал ценные материалы по географии, этнографии и политическому устройству западной части Средней Азии. Результаты поездки изложил письменно на французском языке в виде отчета В. А. Перовскому. В 1836—1856 годах Демезон жил и работал в Петербурге, был профессором персидского и турецкого языка в Учебном отделении восточных языков при Азиатском департаменте Министерства иностранных дел, заняв должность, которая осталась свободной после отъезда Шармуа. В 1840-1841 годах находился в Тегеране в составе русской миссии, был драгоманом пятого (высшего) класса при Азиатском департаменте МИД. В 1843 году после смерти Ф.П. Аделунга занял место начальника Учебного отделения восточных языков (до 1872 г.). В 1846 году принимал участие в создании Императорского Московского археологического общества, являлся его членом. С 1857 года и до конца жизни проживал в Париже, где перевёл на французский язык и подготовил к изданию сочинение Абулгази на тюркском языке «Китаби-шедже-реи-тюрки» («Родословное древо тюрков»). Баронский титул получил в 1857 году от Сардинского короля Виктора Эммануила II. В 1872 году ушёл в отставку. 
Скончался в 1873 году.

## Сочинения
- (фр.) Histoire des Mogols et des Tatares par Aboul-Ghasi Behadour Khan publiee, traduite et annotee par le Baron Desmaisons, t. I, Texte, St.-Peterbourg, 1871; t. II, Texte, St.-Peterbourg, 1874.